# 쓰리에이로직스
쓰리에이로직스(3ALogics)는 대한민국의 근거리 무선 통신(NFC) 분야 팹리스 기업이다. 본사는 경기도 성남시 분당구 수내동 현대오피스빌딩에 위치해 있으며 대표이사는 박광범·이평한이다. LPDDR5 5G IoT 솔루션을 제공한다

## 상장
2024년 12월 24일 기술성장기업(기술특례상장) 상장으로 주관사를 미래에셋증권과 신한투자증권으로 공모가 11,000원(희망공모가 밴드 15,700~18,200원)에 상장하였다.

## 같이 보기
- NFC
- 제주반도체
- 동운아나텍

## 참고 문헌
1. ↑  이나리, NFC용 반도체 '쓰리에이로직스' 코스닥 상장예비심사청구서 제출, 지디넷, 2024년 6월 11일
2. ↑  쓰리에이로직스 “선택과 집중으로 승부…기술력 앞세워 흑자 이끌 것”, 이데일리, 2024년 11월 26일
3. ↑  쓰리에이로직스 주가 상한가…'LPDDR5 5G IoT 솔루션' 제공 부각 중앙이코노미뉴스 2025-03-12
4. ↑  김진석, 'NFC용 반도체' 쓰리에이로직스, 증권신고서 제출…11월 상장, 머니투데이, 2024년 10월 4일
5. ↑  쓰리에이로직스 유진투자증권 Eugene Research Center 2024년 12월 4일